# Comonfort
Comonfort är en kommunhuvudort i Mexiko.   Den ligger i kommunen Comonfort och delstaten Guanajuato, i den centrala delen av landet, 220 km nordväst om huvudstaden Mexico City. Comonfort ligger 1 800 meter över havet och antalet invånare är 22 300.
Terrängen runt Comonfort är kuperad norrut, men söderut är den platt. Runt Comonfort är det tätbefolkat, med 790 invånare per kvadratkilometer. Comonfort är det största samhället i trakten. Omgivningarna runt Comonfort är en mosaik av jordbruksmark och naturlig växtlighet.